# Cor terciária

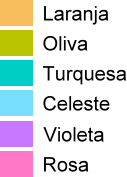
As cores terciárias

Uma cor terciária ou cor intermediária é uma cor feita pela mistura da saturação total de uma cor primária com meia saturação de outra cor primária e nenhuma de uma terceira cor primária, em um determinado espaço de cor como RGB, CMYK (mais moderno) ou RYB (tradicional).
Cor terciária é uma cor composta por uma cor primária e uma cor secundária. São ao todo seis cores, a saber:
- Laranja = vermelho + amarelo
- Oliva = verde + amarelo
- Turquesa = verde + ciano
- Celeste = azul + ciano
- Violeta = azul + magenta
- Rosa = vermelho + magenta

A definição das cores terciárias não depende de o caso ser aditivo (RGB) ou subtrativo (CMY), as cores são sempre as mesmas, e com as mesmas combinações.